# 瓦莱尔巴斯
瓦莱尔巴斯（法語：Valherbasse，法語發音：[valɛʁbas]）是法国德龙省的一个市镇，属于瓦朗斯区。该市镇于2019年由原市镇蒙里戈、米里贝勒和圣博内-德瓦尔克莱里约合并而成，行政中心位于蒙里戈。

## 地名
“瓦莱尔巴斯”（Valherbasse）一名由“瓦勒”（Val）和“埃尔巴斯”（Herbasse）两部分复合而成：前者在法语中意为“谷”；后者指的是埃尔巴斯河。

## 地理
瓦莱尔巴斯（45°13'11"N, 5°7'55"E）面积43.57 平方千米，位于法国奥弗涅-罗讷-阿尔卑斯大区德龙省，该省份为法国东南部内陆省份，北起顺时针与伊泽尔省、上阿尔卑斯省、上普罗旺斯阿尔卑斯省、沃克吕兹省和阿尔代什省接壤。
与瓦莱尔巴斯接壤的市镇（或旧市镇、城区）包括：加洛尔河畔圣克莱尔、蒙法尔孔、鲁瓦邦、蒙米拉勒、圣洛朗多奈、克雷波勒、圣克里斯托夫和勒拉里斯、大塞尔、圣安托万拉拜。
瓦莱尔巴斯的时区为UTC+01:00、UTC+02:00（夏令时）。

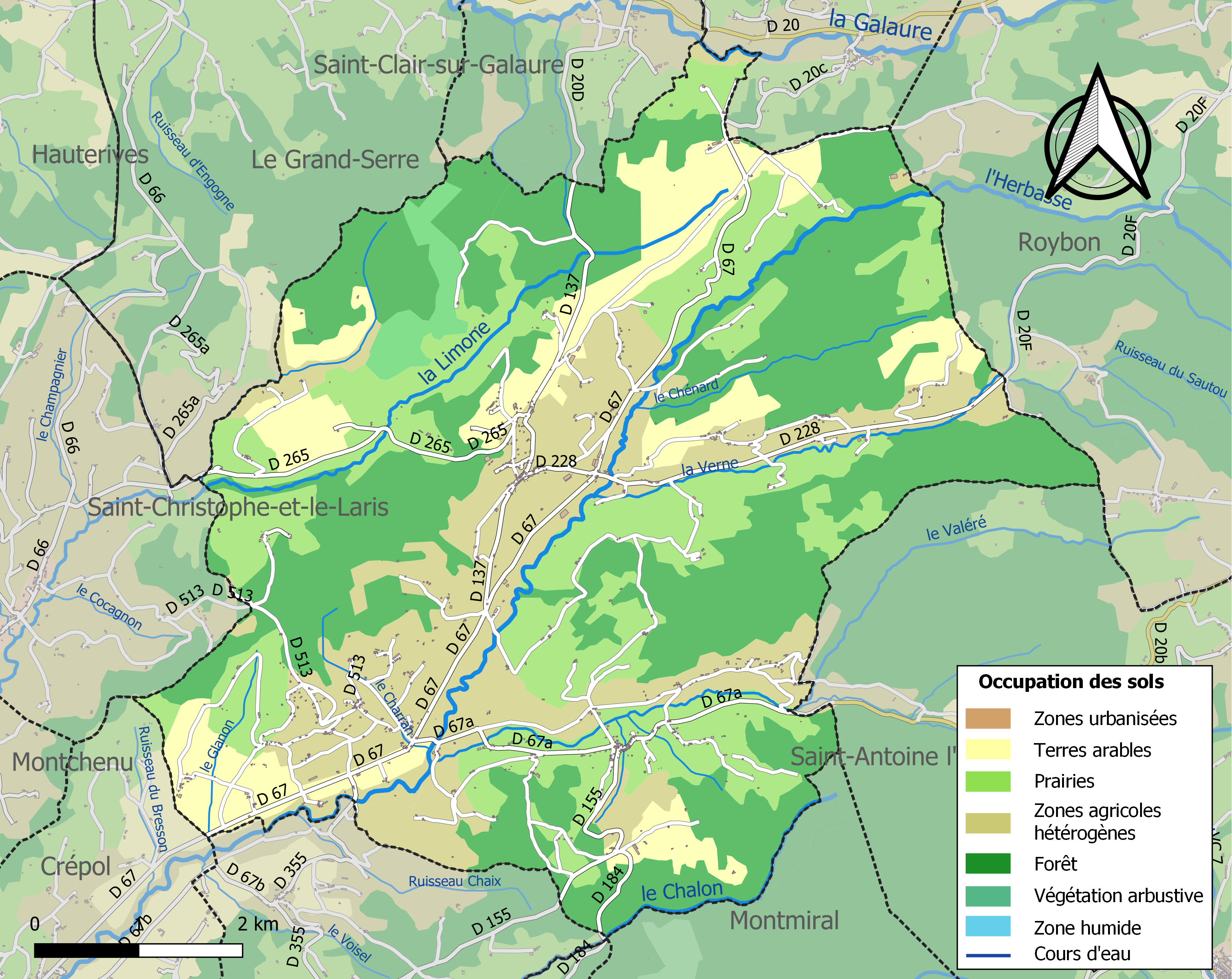
瓦莱尔巴斯的OSM定位图

## 行政
瓦莱尔巴斯的邮政编码为26350，INSEE市镇编码为26210。

## 政治
瓦莱尔巴斯所属的省级选区为丘陵德龙县。

## 人口
瓦莱尔巴斯于2022年1月1日时的人口数量为1020人。